# Junta Preautonómica de Andalucía
La Junta Preautonómica de Andalucía fue el organismo administrativo de Andalucía entre 1978 y 1982, año en el que tomó posesión el primer gobierno autonómico. 
La Junta Preautonómica fue creada por la Asamblea de Parlamentarios Andaluces el 7 de enero de 1978 en la Diputación de Cádiz. Al año siguiente la Junta Preautonómica acordó que Andalucía accediera a la autonomía por la vía del Artículo 151 de la Constitución Española.

## Primer gobierno preautonómico
El primer Consejo de Gobierno tomó posesión el 2 de junio de 1978 con los siguientes integrantes:
- Presidente: Plácido Fernández Viagas.
- Consejero de Trabajo: Carlos Navarrete Merino.
- Consejero de Interior: Carlos Sanjuán de la Rocha.
- Consejero de Cultura: Alfonso Lazo Díaz.
- Consejero de Obras Públicas y Ordenación del Territorio: Rafael Escuredo Rodríguez.
- Consejero de Juventud y Deportes: Rafael Vallejo Rodríguez.
- Consejera de Condición Femenina y Desarrollo Comunitario: María Izquierdo Rojo.
- Consejero de Agricultura: Félix Manuel Pérez Miyares.
- Consejero de Educación: Eugenio Alés Pérez.
- Consejero de Hacienda y Turismo: Francisco de la Torre Prados.
- Consejero de Sanidad y Seguridad Social: Antonio José Delgado de Jesús.
- Consejero de Transporte y Comunicaciones: Manuel de Oña Iribarne.
- Consejero de Comercio: Joaquín García-Romanillos Valverde.
- Consejero de Industria y Energía: Tomás García García.
- Consejero de Medio Ambiente: Juan López Martos.
- Representantes de las Diputaciones Provinciales: Antonio Barbadillo y García de Velasco (Cádiz) y Manuel Santaolalla de la Calle (Córdoba).

## Segundo gobierno preautonómico
Tomó posesión el 2 de junio de 1979.
- Presidente: Rafael Escuredo Rodríguez
- Consejero de Interior: Antonio Ojeda Escobar
- Consejero de Obras Públicas: Jaime Montaner Roselló
- Consejero de Cultura: Rafael Vallejo
- Consejero de Economía y Hacienda: José Fernández Alemán
- Consejero de Sanidad y Seguridad Social: Fernando Arenas del Buey
- Consejero de Agricultura: Pedro Valdecantos García / José González Delgado
- Consejero de Industria: Tomás García García
- Consejero de Medio Ambiente: Miguel Ángel Arredonda Crecente

## Miembros de la Junta Preautonómica
PSOE
- Bartolomé Zamora,
- Manuel Chaves,
- Ramón Vargas-Machuca,
- Rafael Vallejo,
- Manuel Gracia,
- María Izquierdo,
- Carlos Navarrete,
- Alfonso Fernández,
- Julián Jiménez,
- Carlos Sanjuán,
- Antonio García Duarte,
- Rafael Escuredo,
- Alfonso Lazo Díaz.

UCD
- Manuel de Oña Iribarne,
- José Bernal,
- Manuel Paredes,
- Antonio Delgado,
- Joaquín García-Romanillos,
- Mercedes Moll de Miguel,
- Félix Manuel Pérez,
- José Luis García Palacios,
- José Ramos Manzano,
- Francisco de la Torre,
- Ignacio Javier Huelin,
- Jaime García Añoveros,
- Eugenio Alés Pérez.

PCE
- Ignacio Gallego Bezares,
- Tomás García García.

INDEPENDIENTES
- Braulio Muriel,
- Juan López Martos,

DIPUTACIONES
- Juan Cuadrado (Almería)
- Antonio Barbadillo (Cádiz)
- Pascual Pascual (Granada)
- Manuel Santaolaya (Córdoba)
- Felipe Martínez (Huelva)
- Luis Gea (Jaén)
- Joaquín Jiménez (Málaga)
- Manuel Laguna (Sevilla)